# Герреро, Эдди
Эдуа́рдо Го́ри Герре́ро Льянес (исп. Eduardo Gory Guerrero Llanez; 9 октября 1967, Эль-Пасо, Техас — 13 ноября 2005, Миннеаполис, Миннесота) — американский рестлер мексиканского происхождения. Он был выдающимся членом семьи рестлеров Герреро, сыном рестлера первого поколения Гори Герреро.
Герреро выступал в Мексике и Японии в нескольких крупных рестлинг-промоушенах, а в США — в Extreme Championship Wrestling (ECW), World Championship Wrestling (WCW) и, в первую очередь, в World Wrestling Federation/Entertainment (WWF/WWE). Образ Герреро — «Латинский жар», хитрый, изобретательный рестлер, готовый на всё, чтобы выиграть матч. Его коронной фразой стала фраза «Я лгу! Я обманываю! Я краду!» и использовалась в одной из его вступительных музыкальных тем; частично он использовал эту фразу в названии своей автобиографии 2005 года «Обмануть смерть, украсть жизнь». Несмотря на то, что большую часть своей карьеры он был хилом, он был популярен как на ринге, так и за его пределами. В 2003—2005 годах он достиг пика своей карьеры в качестве фейса, став в 2004 году ведущим рестлером бренда SmackDown. Он испытывал различные проблемы со злоупотреблением психоактивными веществами, включая алкоголизм и зависимость от болеутоляющих средств; эти проблемы реальной жизни иногда включались в его сюжетные линии.
В начале своей карьеры Герреро выступал в мексиканских промоушенах и сформировал популярную команду с Артом Барром. После смерти Барра, Герреро получил свою первую известность в США в 1995 году, присоединившись к ECW и выиграв титул телевизионного чемпиона ECW. В том же году Герреро перешел в WCW, где стал чемпионом Соединенных Штатов и чемпионом WCW в первом тяжёлом весе, а также возглавил группировку «Латиноамериканский мировой порядок». Он покинул WCW в 2000 году.
Он перешел в WWF вместе со своими коллегами по WCW Крисом Бенуа, Дином Маленко и Перри Сатурном, которые образовали группировку под названием «Радикалы». Герреро выиграл титул чемпиона Европы WWF и интерконтинентального чемпионство WWF, после чего в 2001 году был уволен из-за проблем с зависимостью. После того, как его вновь приняли на работу в 2002 году, он вместе со своим племянником Чаво сформировал команду «Лос Геррерос», выиграл командное чемпионство WWE и закрепился на бренде SmackDown. Он поднялся до статуса главной звезды и выиграл титул чемпиона WWE, свой единственный титул чемпиона мира на No Way Out 2004 года. В том же году он потерял титул, но оставался популярным рестлером до своей смерти 13 ноября 2005 года.
Посмертно он был включен в залы славы WWE, AAA, Wrestling Observer Newsletter и хардкора.

## Ранняя жизнь
Герреро родился и вырос в Эль-Пасо, Техас, где в 1985 году окончил среднюю школу Томаса Джефферсона. Он учился в Университете Нью-Мексико, а затем в Университете Нью-Мексико Хайлендс на спортивную стипендию. Именно там Герреро начал заниматься борьбой в колледже, а затем переехал в Мексику, чтобы тренироваться как рестлер. Он пошел по стопам своих братьев и отца, которые также занимались рестлингом в Мексике. Будучи мальчиком, он посещал рестлинг-шоу, которые проводил его отец Гори Герреро в Эль-Пасо. Отец Герреро разрешал ему и его племяннику Чаво бороться друг с другом в перерывах между боями.

## Карьера в рестлинге

### Consejo Mundial de Lucha Libre (1986—1992)
Герреро начал выступать в CMLL как оригинальный Маскара Магика до своего ухода в 1992 году. Затем он покинул компанию и продолжил карьеру в ААА. Несмотря на то, что образ Маскара Магика был популярен, права на персонаж принадлежали CMLL. Герреро появился на телевизионном шоу ААА в образе Маскара Магика, но затем снял с себя маску вместе с помощником своего партнера по команде Октагона. За это он подвергся нападению со стороны противоположной команды.

### Asistencia Asesoría y Administración (1992—1995)
В Мексике он выступал в основном в Asistencia Asesoría y Administración (AAA), в команде с Эль Ихо дель Санто в качестве новой версии «Ла Пареха Атомика», команды Гори Герреро и Эль-Санто.
После того, как Герреро отвернулся от Санто и объединился с Артом Барром в «Ла Пареха дель Террор», этот дуэт стал, пожалуй, самой ненавистной командой в истории луча либре. Вместе с Барром, Коннаном, Чикано Пауэр и Парнем Мадонны Герреро сформировал злодейскую группировку «Лос Грингос Локос». Позднее Герреро говорил, что сколько бы людей ни присоединялось к «Лос Грингос Локос», в этой группировке был только Барр. «Локос» враждовали в основном с Эль Ихо дель Санто и его напарником Октагоном, в итоге матч «волосы против маски» на первом американском турнире PPV-шоу луча либре When Worlds Collide закончился их поражением.
Первый успех пришел к Герреро и Барру, когда в конце 1994 года их заметил владелец Extreme Championship Wrestling (ECW) Пол Хейман и предложил им выступить в 1995 году. Однако Барр умер, так и не успев присоединиться к ECW вместе с Герреро.

### New Japan Pro-Wrestling (1992—1996)
В 1992 году Герреро начал выступать в Японии в New Japan Pro-Wrestling (NJPW), где он был известен как второе воплощение Чёрного Тигра. Он стал более успешным после возвращения, когда в 1996 году выиграл турнир полутяжеловесов Best of the Super Juniors. Он получил шанс сразиться с чемпионом IWGP в полутяжелом весе Великим Сасукэ на шоу Skydiving J, но проиграл матч.

### Extreme Championship Wrestling (1994—1995)
Герреро выиграл титул телевизионного чемпиона мира ECW у 2 Колд Скорпио в своем дебютном матче за Extreme Championship Wrestling 8 апреля 1995 года на шоу Three Way Dance. В дальнейшем он провел ряд известных матчей с Дином Маленко, прежде чем они оба подписали контракт с World Championship Wrestling в конце того же года. 21 июля того же года Герреро проиграл телевизионный титул Маленко, но 28 июля вернул себе титул. 25 августа Герреро снова проиграл телевизионное чемпионство ECW 2 Колд Скорпио. На следующий день они провели свой последний матч, который закончился вничью в матче «два удержания из трёх» на арене ECW. После матча раздевалка опустела, и их обоих понесли вокруг ринга их товарищи, в то время как толпа скандировала «пожалуйста, не уходи».

### World Championship Wrestling (1989; 1991; 1995—2000)

#### Ранние годы (1989—1995)
Герреро дебютировал в WCW в 1989 году в качестве джоббера, в основном сражаясь с Терри Фанком. В 1991 году он вернулся на WrestleWar, участвуя в тёмном матче в команде с Ультраменом, чтобы победить Хуичоля и Руди Боя Гонзалеса.
Герреро вернулся в WCW в конце 1995 года вместе с Дином Маленко и Крисом Бенуа, с которыми он работал в NJPW и ECW. Во время первых нескольких PPV-шоу он участвовал в тёмных матчах против Алекса Райта. Его первое телевизионное выступление на PPV-шоу состоялось на World War 3, где он участвовал в трёхринговом, 60-местном матче World War 3 за вакантный титул чемпиона мира WCW в тяжёлом весе. Герреро был одним из последних девяти человек в матче (примечательно, что он был одним из двух человек в группе, возраст которых не превышал 35 лет, вторым был Гигант), пока его не выкинули с ринга члены «Четырех всадников». На Starrcade: World Cup of Wrestling в декабре 1995 года Герреро представлял WCW в турнире WCW vs. NJPW World Cup, в котором он проиграл Синдзиро Отани, но WCW выиграл серию со счетом 4-3.

#### Чемпионские титулы (1996—1997)
В 1996 году Герреро получил несколько шансов на титул чемпиона Соединённых Штатов в тяжелом весе против Коннана на Uncensored и Рика Флэра на Hog Wild. В течение 1996 года он враждовал с Риком Флэром и «Четырьмя всадниками» после того, как партнер Герреро Арн Андерсон отвернулся от него во время матча против Рика Флэра и Рэнди Сэвиджа. В конце 1996 года он враждовал с Даймондом Далласом Пейджем (ДДП) после победы над ним в матче на Clash of the Champions XXXIII. Он начал враждовать с ДДП, чтобы украсть его прозвище «Властелин ринга», но проиграл. Герреро участвовал в турнире за вакантный титул чемпиона Соединённых Штатов WCW в тяжелом весе и победил ДДП в финальном раунде на Starrcade в декабре 1996 года.
В 1997 году Герреро защитил титул чемпиона Соединённых Штатов в тяжелом весе против Скотта Нортона на Clash of the Champions XXXIV, Сиккса в матче с лесницами на Souled Out, и Криса Джерико на SuperBrawl VII. Его чемпионство закончилось на Uncensored, когда Дин Маленко победил его.
После проигрыша чемпионства Соединённых Штатов в тяжелом весе Герреро враждовал с Джерико, сосредоточившись на чемпионстве Джерико в первом тяжёлом весе. Он бросил вызов Джерико за титул на шоу Clash of the Champions XXXV, но проиграл. Герреро потребовал матч-реванш за титул. В матче открытия Fall Brawl Герреро победил Джерико и завоевал титул чемпиона мира WCW в первом тяжёлом весе. На Halloween Havoc он уступил титул чемпиона Рею Мистерио-младшему в матче «титул против маски», где на кону стояла маска Мистерио. В эпизоде Monday Nitro от 10 ноября он вернул титул чемпиона, и провел успешную защиту титула против Мистерио на World War 3. После сохранения титула против Дина Маленко в поединке открытия Starrcade в декабре 1997 года, Герреро уступил титул Ультимо Драгону на следующий день в эпизоде Nitro от 29 декабря.

#### «Латиноамериканский мировой порядок» и «Грязные животные» (1998—2000)
В эпизоде Nitro от 9 марта 1998 года племянник Герреро Чаво Герреро проиграл в матче Букеру Ти. После матча Герреро нанес Чаво суплекс с целью преподать ему урок. На эпизоде Thunder от 12 марта он победил своего племянника Чаво в матче и заставил его стать своим «рабом». На Uncensored Чаво был вынужден поддержать Герреро, когда тот встретился с Букером Ти за титул телевизионного чемпиона мира WCW. Герреро проиграл матч. Герреро и Чаво враждовали с Ультимо Драгоном. Чаво проиграл Драгону на Spring Stampede. На Slamboree Герреро победил Драгона, несмотря на вмешательство Чаво. После матча Чаво поцеловал Эдди и начал демонстрировать безумное поведение. На Great American Bash Чаво одержал победу над Герреро. На Bash at the Beach они встретились в матче «волосы против волос», который выиграл Эдди. Продолжая демонстрировать свое безумное поведение, Чаво побрился налысо, а Герреро смотрел на это с недоверием. Гуерреро спас Чаво от избиения Стиви Рэем, казалось, что он будет сотрудничать с Чаво, но тот хотел его освободить.
Несмотря на свой успех и популярность, Герреро был одним из многих рестлеров, которые были разочарованы тем, что им никогда не давали шанса стать звездами главных событий в WCW. Это разочарование дошло до предела, когда Герреро попросил президента WCW Эрика Бишоффа либо продвинуть его персонажа, либо повысить ему зарплату по семейным обстоятельствам. В ответ Бишофф якобы бросил в Герреро кофе (однако в своей автобиографии Герреро утверждает, что Бишофф случайно сбил его кофе со стола и что он попал в него совершенно случайно). В ярости Герреро потребовал от Бишоффа освободить его от контракта в прямом эфире Nitro. После этого Герреро на несколько месяцев покинул компанию, злясь на Бишоффа за то, что тот сделал. Позже Герреро вернулся в WCW, что вызвало предположение, что, возможно, гневные речи Герреро против Бишоффа были сюжетом (позже Герреро подтвердил это). Позже Герреро противоречил сам себе в фильме Monday Night War, утверждая, что он пытался отложить личные разногласия в сторону ради блага компании, но в итоге снова оказался разгневан и возмущен тем, что Бишофф якобы продолжал отказываться продвигать Герреро и других подобных рестлеров. Он позволил Брайану Адамсу удержать его и одержать обидную победу в матче.
На экране Герреро ответил на действия Бишоффа, создав «Латиноамериканский мировой порядок» (LWO), который был аналогом «Нового мирового порядка» Бишоффа. Эта группировка стала ответом на «отказ» Бишоффа продвигать латиноамериканских рестлеров так, как, по их мнению, они того заслуживали. LWO была сформирована в октябре, когда Герреро вернулся в WCW, вместе с Эктором Гарзой и Дамианом. Со временем группа разрослась до почти всех мексиканских рестлеров, работавших в WCW в то время. В основном они враждовали с Реем Мистерио-младшим и Билли Кидманом, потому что хотели, чтобы Мистерио присоединился к группировке. Он встретился с Кидманом в матче за титул чемпиона мира WCW в первом тяжёлом весе, но Мистерио вмешался и помог Кидману выиграть матч и сохранить титул. Однако на Новый год 1999 года Герреро попал в автомобильную аварию, которая прервала сюжетную линию LWO.
После своего возвращения 31 мая 1999 года в эпизоде Monday Nitro Герреро стал одним из основателей группы «Грязные животные» вместе с Реем Мистерио-младшим и Коннаном. Они враждовали с «Дэд пулом» (Insane Clown Posse и Вампиро). Они одержали две победы подряд над «Дэд пулом» на шоу Road Wild и Fall Brawl. Затем они враждовали с «Революцией» (Шейн Дуглас, Крис Бенуа, Дин Маленко и Перри Сатурн). Герреро победил Сатурна по дисквалификации в одиночном матче на Halloween Havoc. На Mayhem «Животные» проиграли «Революции» в матче на выбывание смешанных команд. Когда Винс Руссо был уволен с поста букера WCW и заменен Кевином Салливаном, Герреро попросил и получил освобождение от своего контракта 19 января. В 2000 году он подписал контракт с World Wrestling Federation (WWF) вместе со звездами WCW Бенуа, Маленко и Сатурном.

### World Wrestling Federation (2000—2001)
Герреро, Крис Бенуа, Дин Маленко и Перри Сатурн дебютировали в WWF 31 января 2000 года в эпизоде Raw Is War как «Радикалы», вмешавшись в матч с участием «Изгоев нового века», и зарекомендовав себя как фейсы. Во время своего первого матча в WWF Герреро выполнил «прыжок лягушки» с верхнего каната и вывихнул локоть при приземлении, в результате он выбыл из строя на несколько недель. Проиграв свои «пробные матчи», «Радикалы» объединились с чемпионом WWF Трипл Эйчем и стали группировкой хилов.

В марте Герреро, который выступал в качестве хила, начал добиваться расположения Чайны, которую он называл своей «Мамаситой». В то время Чайна была в союзе с Крисом Джерико и сначала отвергла его ухаживания. В ночь после WrestleMania 2000, 3 апреля 2000 года, в эпизоде Raw Is War, Герреро сразился с Джерико за титул чемпиона Европы. Во время матча Чайна отвернулась от Джерико и помогла Герреро победить, а позже объяснила свои действия тем, что не смогла противостоять его «Латинскому жару». После того, как Герреро бросил Литу и на него напали «Братья Дадли», он и Чайна начали вражду с Эссой Риосом и Литой, закончившуюся защитой европейского титула на Backlash, который также был объявлен выпускным балом Герреро (говорили, что он только что получил аттестат зрелости). Герреро победил Риоса, приехав к рингу на Chevrolet 1957 года, и даже боролся в брюках от смокинга и галстуке-бабочке. Герреро стал фейсом и успешно сохранил титул против бывших друзей по «Радикалам» Сатурна и Маленко в матче на Judgment Day, а затем проиграл титул Сатурну на Fully Loaded. В течение следующих нескольких месяцев между Герреро и Чайной начали возникать трения.

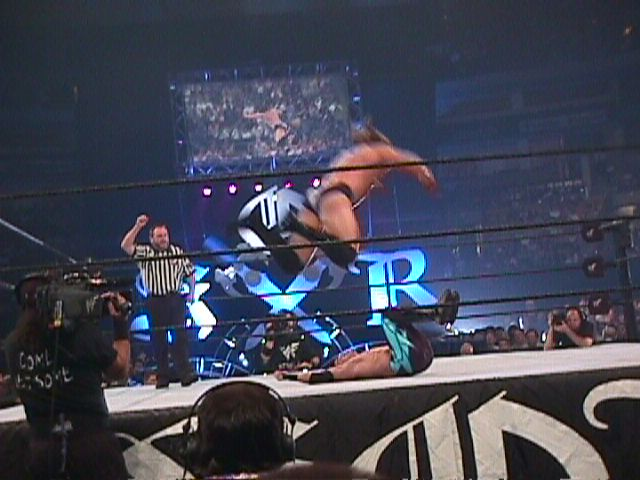
Герреро (внизу) сталкивается с Вэлом Венисом на шоу King of the Ring в июне 2000 года

Чайна была расстроена, когда Герреро победил её, чтобы продвинуться в турнире King of the RIng. Затем в августе на SummerSlam Герреро и Чайна участвовали в матче межгендерных команд против Триш Стратус и Вэла Вениса, который в то время был действующим интерконтинентальным чемпионом. Интерконтинентальный титул был поставлен на кон в матче, и тот, кто сделает удержание, выиграет титул. Команда Герреро выиграла матч, но Чайна удержала Стратус и стала двукратной интерконтинентальной чемпионкой. Хотя Герреро сказал, что он не возражает против того, что его партнерша стала чемпионкой, 4 сентября в эпизоде Raw Is War он пошел к распорядителю WWF Мику Фоли и попросил включить его в защиту титула Чайны против Курта Энгла, заявив, что он не хочет, чтобы Энгл обидел его «мамаситу». Во время матча Энгл сбил Чайну с ног титульным поясом, и Герреро лег на неё сверху, чтобы попытаться привести её в чувство. Однако это привело к тому, что Герреро «случайно» удержал Чайну, так как её плечи всё ещё были на ковре, и таким образом Герреро выиграл матч и свой первый интерконтинентальный титул. Чайне стало заметно не по себе, так как Герреро начал жульничать, чтобы сохранить свой титул, а Герреро был расстроен тем, что Чайна позировала для журнала Playboy, и даже пытался вторгнуться в особняк Playboy, чтобы остановить фотосессию. Когда казалось, что Чайна покинет Герреро, он сделал ей предложение, и она согласилась. На Unforgiven Чайна помогла Герреро сохранить титул против Рикиши. Помолвка была расторгнута, когда Герреро застали в душе с двумя шлюхами Крестного отца (одна из которых позже выступала под именем Виктория), заявив, что «две мамаситы лучше, чем одна».
В результате этого инцидента Герреро снова стал хилом. Затем «Радикалы» воссоединились и враждовали с реформированной группой D-Generation X (Чайна, Билли Ганн, Роуд Догг и К-Квик). Они победили D-Generation X на Survivor Series в матче на выбывание и помогли Трипл Эйчу в его матче со Стивом Остином. В эпизоде SmackDown! в День благодарения Герреро проиграл Ганну в матче за интерконтинентальное чемпионство. На Rebellion Герреро и Маленко проиграли Ганну и Чайне. Бенуа покинул группировку, чтобы сосредоточиться на одиночной карьере, в то время как остальные «Радикалы» враждовали с Литой и братьями Харди (Мэтт и Джефф). На Armageddon «Радикалы» победили их в командном матче на выбывание.
В начале 2001 года Герреро враждовал с Крисом Джерико, Бенуа и Икс-паком за интерконтинентальное чемпионство Джерико. На No Way Out они встретились друг с другом в четырёхстороннем матче, который выиграл Джерико. Герреро сосредоточился на чемпионстве Европы, враждуя с чемпионом Тестом, которого победил на WrestleMania X-Seven и выиграл свой второй титул чемпиона Европы с помощью Сатурна и Маленко. В апреле «Радикалы» враждовали с Тестом и его партнёрами. В итоге Герреро покинул «Радикалов» и присоединился к братьям Харди и Лите. В это время у Герреро развилась зависимость от обезболивающих препаратов, вызванная автомобильной аварией 1999 года, и в мае 2001 года он был отправлен на реабилитацию, пропустив всю сюжетную линию «Вторжения» с участием своих бывших товарищей по WCW (а позже ECW). Чтобы объяснить его отсутствие, была создана сюжетная линия, в которой Герреро был «травмирован» Альбертом во время матча. 9 ноября 2001 года он был арестован за вождение в нетрезвом виде и через три дня был уволен из WWF.

### Независимая сцена (2001—2002)
После ухода из WWF Герреро начал выступать на независимой сцене. 23 февраля 2002 года он встретился с Супер Крейзи на дебютном шоу Ring of Honor под названием The Era of Honor Begins, чтобы стать первым в истории интерконтинентальным чемпионом IWA. Герреро проиграл матч. 24 февраля он дебютировал в австралийском промоушене World Wrestling All-Stars (WWA) на шоу The Revolution, победив чемпиона Хувентуда Герреру и Психосиса в матче тройной угрозы за титул чемпиона международного чемпиона WWA в первом тяжёлом весе. 1 марта он победил чемпиона Си Эм Панка и Рея Мистерио в матче тройной угрозы за титул чемпиона IWA Mid-South в тяжёлом весе. Через день, 2 марта, он вернул титул Панку. Он освободил титул чемпиона WWA в апреле 2002 года после возвращения в WWF.

### Возвращение в New Japan Pro-Wrestling (2002)
В марте 2002 года Герреро также ненадолго вернулся в New Japan Pro-Wrestling (NJPW), на этот раз без маски. Он присоединился к злодейской команде Team 2000 и в основном работал в команде с Чёрным Тигром.

### Возвращение в WWF/WWE (2002—2005)
Герреро вернулся на RAW 1 апреля 2002 года, тогда он атаковал Роба Ван Дама и воссоединился с Крисом Бенуа. 21 апреля на PPV Бэклаш 2002 он победил Роба Ван Дама и выиграл титул Интерконтинентального Чемпиона. Он проиграл титул РВД 27 мая 2002 года в Матче с Лестницами на Шоу RAW. После этого Герреро начал вражду с «Ледяной Глыбой» Стивом Остином, но Остин покинул WWE перед матчем. Герреро начал фьюд с Роком за титул Объединённого Чемпиона WWE после того, как Рок исполнил версию песни «La Bamba» со словами, унижающими Эдди.
1 августа 2002 года Герреро и Бенуа стали эксклюзивными рестлерами бренда SmackDown!. После того как Бенуа стал выступать с Куртом Энглом, Эдди со своим племянником Чаво Герреро младшим создал команду Los Guerreros (Воины). В отличие от их прошлого сюжета в WCW Чаво согласился с тактикой Эдди «Lie, Cheat and Steal», и также стал выигрывать матчи этой тактикой. Команда участвовала в турнире восьми команд за новый титул Командных чемпионов WWE и начала вражду с недавно сформированной командной Курта Энгла и Криса Бенуа. В один из решающих моментов Чаво сказал Бенуа, что его бывший друг, Эдди, был атакован его командным партнёром Куртом Энглом. Бенуа побежал спасти Эдди, но оказался запертым в комнате. Герреро после этого появился в комнате и атаковал Криса стулом. Бенуа и Энгл позже преодолели все свои разногласия и победили Эдди и Чаво в полуфинале турнира. Позже, Бенуа и Энгл выиграли турнир и стали первыми в истории Командными чемпионами WWE. К большому удивлению Бенуа, Los Guerreros помогли выиграть им матч.
Los Guerreros тогда дали другой шанс на выигрыш титула командных чемпионов WWE. На PPV Серии на Выживание 2002 Los Guerreros участвовали в Командном Матче Трёх Путей на Убывание против Криса Бенуа и Курта Энгла и Эджа и Рея Мистерио. Los Guerreros выиграли, после того как Рей сдался после коронного Лассо из Эль Пасо от Эдди. После победы началось их 79-дневное чемпионство, которое было прервано Командой Энгла (Шелтон Бенджамин и Чарли Хаас) на Шоу SmackDown!. Los Guerreros участвовали на Рестлмании XIX как претенденты на титулы командных чемпионов WWE, вместе с командной Криса Бенуа и Носорога. До PPV Judgment Day 2003 Чаво порвал бицепс. Это вынудило Эдди искать нового партнёра. Он выбрал Таджири. Они выиграли титулы на Judgment Day в Матче с Лестницами. На следующей неделе Герреро и Таджири обманом защитили свои титулы. Кроме того, они также победили Родди Пайпера и его протеже Шона О’Хейра. После того как Эдди и Таджири проиграли титулы Команде Энгла 3 июля 2003 года на Шоу SmackDown!, Эдди предал Таджири, бросив его на ветровое стекло лоурайдера.

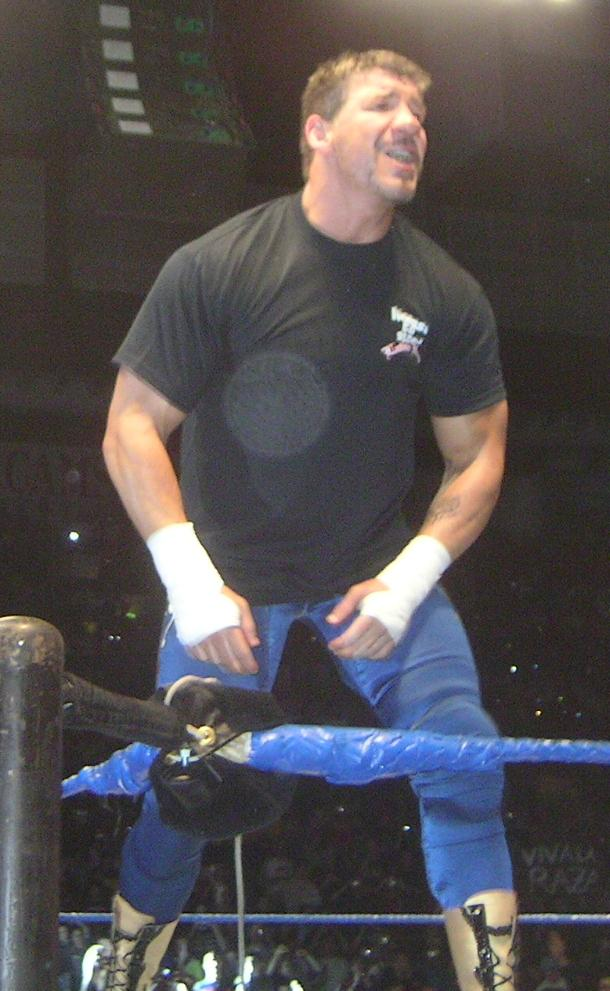
Шоу в Германии

В июле 2003 года, Герреро участвовал в турнире за новый титул чемпиона Соединённых Штатов. По пути к финалу он победил Ультимо Дракона в четвертьфинале и Билли Ганна в полуфинале, выйдя в финал на Криса Бенуа. В этом матче Герреро применял свои любимые обманные тактики, он бил Криса титулом чемпиона, Эдди пытался подложить ему в руки этот титул. Всё это не работало, но тут в матч вмешался Райно, бывший командный партнёр Бенуа, и провёл Крису коронное «Бодание», Эдди удержал Криса и стал новым чемпионом Соединённых Штатов. Сам Герреро сказал, что этот матч стал самой главной точкой в его образе «Latino Heat», так как он сам понял, что зрители хотели видеть от него ложь, обман и кражу.
На SummerSlam 24 августа 2003 года Эдди защитил свой титул от Носорога, Криса Бенуа и Таджири в Матче Четырёх Путей. Он вновь превратился в фейса во время вражды с Джоном Синой. Герреро бросил вызов на матч «Битва на Парковке» за титул чемпиона США, Эдди выиграл этот матч. Чаво совершил возвращение в этом матче, помогая ему в исполнении коронного Прыжка Лягушки на Сину. 18 сентября 2003 года на шоу SmackDown! Los Guerreros победили «Самую Великую Команду Мира» (Шелтон Бенджамин и Чарли Хаас) и выиграли титулы командных чемпионов WWE. Таким образом Эдди одновременно стал чемпионом США и командным чемпионом WWE.
Герреро проиграл титул чемпиона Соединённых Штатов Биг Шоу 19 октября 2003 года на PPV No Mercy, после вражды, во время которой Эдди отравил Биг Шоу слабительным и марихуаной, после чего облил Биг Шоу сточными водами. Через четыре дня Los Guerreros проиграли титулы командных чемпионов WWE Братьям Башамам на шоу SmackDown!. Поскольку Эдди и Чаво не смогли вернуть себе титулы, между ними стали возникать конфликты, что в конечном итоге вылилось в их вражду, которая привела к матчу на Royal Rumble, победу в котором одержал Эдди.
Поскольку популярность Эдди росла, он стал задумываться о титуле чемпиона WWE. По сюжету, одиночные успехи Эдди привели к зависти со стороны Чаво, после чего Чаво разбил их команду.
В течение лета 2003 года Герреро ввёл свой лоурайдер в часть своего выхода на ринг. Эдди также стал популяризировать свой образ антигероя «Lie, Cheat, and Steal», нагло использующего обманную тактику за спиной у судьи, чтобы в любом случае выиграть матч. Несмотря на его грязную тактику (или, возможно, из-за неё), популярность Эдди росла с каждым матчем.

#### Чемпион WWE (2004)
Эдди выиграл «Королевское Сражение» с участием 15-ти человек и получил претендентство № 1 на титул чемпиона WWE.
15 февраля 2004 года Эдди выиграл титул у Брока Леснара на шоу No Way Out, после небольшого вмешательства со стороны Голдберга.

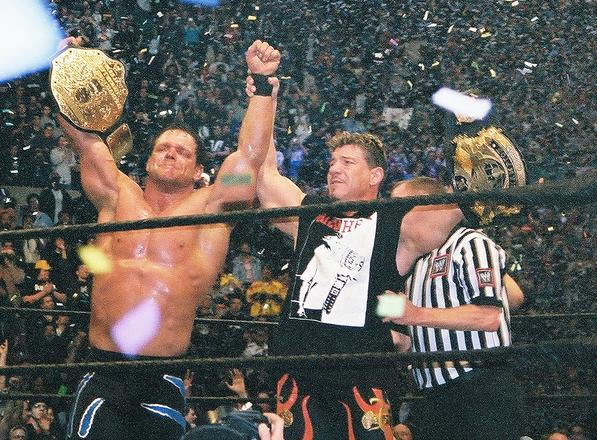
Крис Бенуа (слева) и Эдди, окончание «Рестлмании ХХ».

Эта победа сделала Эдди вторым латиноамериканским чемпионом WWE в истории (после Педро Моралеса). Он был чемпионом 133 дня, во время дней чемпионства он защитил титул от Курта Энгла на Рестлмании ХХ, от Джона «Брэдшоу» Лэйфилда на Judgment Day 2004, а также от Биг Шоу и Рея Мистерио. Но позже он проиграл титул 27 июня 2004 года на PPV Великий Американский Удар Джону «Брэдшоу» Лэйфилду в матче «Техасская Бычья Верёвка», после того как Курт Энгл (который был в то время генеральным менеджером SmackDown]) изменил исход матча и присудил титул Лэйфилду. На Летнем Броске 2004 Курт Энгл победил Эдди коронным захватом лодыжки. Герреро после этого объединился с Биг Шоу, который также презирал Энгла, чтобы убрать его с поста генерального менеджера SmackDown!.
Каждую неделю Курт Энгл и его новые союзники Лютер Рейнс и Марк Джиндрак участвовали в матчах с Эдди и Биг Шоу. После этого новый генеральный менеджер Теодор Лонг назначил на PPV Survival Series 2004 матч между Командой Эдди и Командной Энгла. Команда Эдди состояла из самого Эдди, Биг Шоу, Рея Мистерио и Роба Ван Дама. На следующей неделе Герреро был вынужден найти замену Рею, так как ему назначили защиту титула чемпиона полутяжеловесов WWE. Герреро тогда выбрал Джона Сину, который в то время враждовал с Карлито, членом Команды Энгла. На самом PPV Команда Эдди выиграла после того, как Эдди удержал в финале своего главного соперника Курта Энгла после коронного Прыжка Лягушки.
После этого Герреро вместе с Букером Ти и Гробовщиком вызвал Джона «Брэдшоу» Лэйфилда на реванш за титул чемпиона WWE. По пути к матчу Герреро нашёл себе напарника в лице Букера Ти. Несмотря на поражение в двух командных матчах, Герреро и Букер сумели не поссориться до матча. На PPV Армагеддон 2004 Герреро и Букер работали как команда и вместе нападали на «Брэдшоу» и Гробовщика. Однако в течение матча Герреро и Букер Ти покончили со своей командой и стали работать каждый сам за себя. Герреро тогда напал на Гробовщика, а в это время «Брэдшоу» удержал Букера Ти после коронного «Клоуслайна из Ада». Впоследствии Герреро и Букер Ти объединились в команду, но так и не смогли выиграть титулы Командных чемпионов WWE.

## Личная жизнь
Герреро женился на Вики Герреро 24 апреля 1990 года, и у них родились две дочери: Шоль Мари Герреро и Шерилин Эмбер Герреро. Во время двухлетней разлуки с Вики у него были отношения с женщиной по имени Тара Махони. Во время этих отношений Тара родила третью дочь Герреро, Кейли Мари Герреро. Герреро близко дружил с коллегами-рестлерами Крисом Бенуа, Куртом Энглом, Дином Маленко, Реем Мистерио, Крисом Джерико, JBL и Батистой.
Герреро был рождённым свыше христианином.

## Смерть
13 ноября 2005 года Герреро был найден без сознания в своем гостиничном номере в Marriott Hotel City Center в Миннеаполисе, Миннесота, своим племянником, Чаво. В интервью 2020 года для документального фильма «Тёмная сторона ринга» Чаво объяснил, что Эдди потерял сознание в ванной комнате гостиничного номера с зубной щеткой в руке и едва держался за жизнь, когда Чаво обнаружил его. Эдди Герреро был объявлен мертвым, когда скорая помощь прибыла на место происшествия. Ему было 38 лет. Вскрытие показало, что Герреро умер в результате острой сердечной недостаточности из-за основного атеросклеротического сердечно-сосудистого заболевания. Он похоронен на кладбище Green Acres Memorial Park в Скотсдейле, Аризона. Похоронную службу проводил Суперзвезда Билли Грэм, у которого также есть участок захоронения рядом с Герреро.

## Титулы и достижения

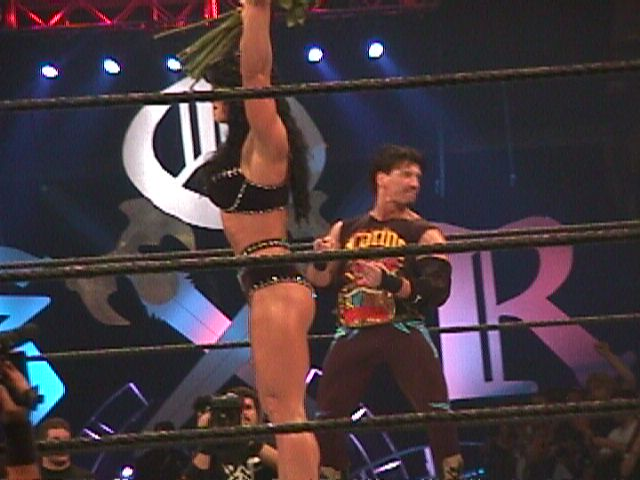
Герреро (справа) с Европейским чемпионством вместе с Чайной в июне 2000 года.

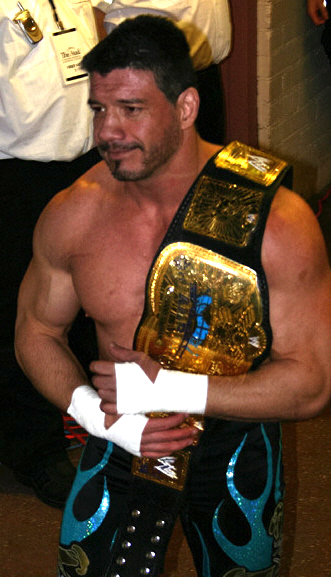
Эдди Герреро с поясом Командного чемпиона WWE

- Asistencia Asesoría y Administración
  - Командный чемпион мира AAA (1 раз)[64] — с Артом Барром
  - Зал славы AAA (2008)[65]
- Cauliflower Alley Club
  - Награда за мужской рестлинг (2008) в составе Los Guerreros[66]
- Extreme Championship Wrestling
  - Телевизионный чемпион мира ECW (2 раза)[8]
- Hardcore Hall of Fame
  - С 2015 года
- Independent Wrestling Association Mid-South
  - Чемпион IWA Mid-South в тяжёлом весе (1 раз)[55]
- Latin American Wrestling Association
  - Чемпион LAWA в тяжёлом весе (1 раз)[67]
- New Japan Pro-Wrestling
  - Best of the Super Juniors III (1996)[68]
  - Junior Heavyweight Super Grade Tag League (1996) — с Великим Сасукэ[64]
- Pro Wrestling Federation
  - Командный чемпион мира PWF (1 раз) — с Эктором Герреро[64]
- Pro Wrestling Illustrated
  - Возвращение года (1999)[69]
  - Вдохновляющий рестлер года (2002, 2004)[69]
  - Премия Стэнли Уэстона (2005)[69]
  - № 2 в топ 500 рестлеров в рейтинге PWI 500 в 2004[70]
- World Championship Wrestling
  - Чемпион WCW в первом тяжёлом весе (2 раза)[71][72]
  - Чемпион Соединённых Штатов WCW в тяжёлом весе (1 раз)[73]
- World Wrestling All-Stars
  - Международный чемпион WWA в первом тяжёлом весе (1 раз)[74]
- World Wrestling Association
  - Чемпион трио WWA (1 раз) — с Чаво Герреро и Мандо Герреро[64]
  - Чемпионат мира WWA в полусреднем весе (1 раз)[64]
- World Wrestling Federation/World Wrestling Entertainment
  - Чемпион WWE (1 раз)[75]
  - Чемпион Европы WWF (2 раза)[76][77]
  - Чемпион Соединённых Штатов WWE (1 раз)[78][79]
  - Интерконтинентальный чемпион WWF/WWE (2 раза)[80][81]
  - Командный чемпион WWE (4 раза) — с Чаво Герреро (2), Таджири (1) и Реем Мистерио (1)[82][83][84][85]
  - Зал славы WWE (2006)
  - Одиннадцатый чемпион Тройной короны
  - Шестой чемпион Большого шлема
- Wrestling Observer Newsletter
  - Лучший в интервью (2005)[86]
  - Вражда года (1994) Лос Грингос Локос против ААА[86]
  - Вражда года (1995) против Дина Маленко[86]
  - Самый харизматичный (2004, 2005)[86]
  - Команда года (1994) с Артом Барром как Ла Пареха дель Террор[86]
  - Команда года (2002) с Чаво Герреро как Los Guerreros[86]
  - Зал славы Wrestling Observer Newsletter (2006)

## Luchas de Apuestasrecord
| Победитель (ставка)                  | Проигравший (ставка)             | Место                    | Шоу                     | Дата            | Заметки |
| ------------------------------------ | -------------------------------- | ------------------------ | ----------------------- | --------------- | ------- |
| Эдди Герреро (волосы)                | Ари Ромеро (волосы)              | Сьюдад-Хуарес, Чиуауа    | Домашнее шоу            | 1987            |         |
| Эдди Герреро (волосы)                | Негро Касас (волосы)             | Сьюдад-Хуарес, Чиуауа    | Домашнее шоу            | N/A             |         |
| Эль Ихо дель Санто и Октагон (маски) | Эдди Герреро и Aрт Барр (волосы) | Лос-Анджелес, Калифорния | AAA When Worlds Collide | 6 ноября 1994   |         |
| Рей Мистерио мл. (маска)             | Эдди Герреро (чемпионство)       | Лас-Вегас, Невада        | Halloween Havoc         | 26 октября 1997 |         |
| Эдди Герреро (волосы)                | Чаво Герреро (маска)             | Сан-Диего, Калифорния    | Bash at the Beach       | 12 июля 1998    |         |